# Christ mort soutenu par deux anges (Bellini, Berlin)
Pour les articles homonymes, voir Le Christ mort soutenu par deux anges.
Christ mort soutenu par deux anges, un tableau du peintre italien Giovanni Bellini réalisé vers 1470-1475, a tempera sur panneau de bois, représente Jésus-Christ mort soutenu par des anges, Ce type d'image peut être considéré comme  un « homme de douleurs », qui montre le résultat des douleurs infligées au Christ en tant que Dieu fait homme. 
Le tableau est conservé à la Gemäldegalerie, de Berlin.